# Captain Claw
Капетан Клав (eng. Captain Claw) је аркадна видео игра која је настала 1997. године под покровитељством програмерске куће Монолит (eng. Monolith).

## Радња игре
Брод са посадом на челу са Капетаном Клавом је нападнута од стране пиратa.
Ти пирати су заробили Клава и стрпали га у тамницу у једном замку. Клав бежи из тог дворца и бори се са Лороксом (Le Rauxe) ког убија и одлази у тамну и мрачну шуму.
Борећи се са непријатељима стиже до своје велике љубави Катарине (Katherine) са којом се такође бори и убија је.
По изласку из шуме Клав пролази кроз једно насеље где се сукобљава са градским судијом Волвингтоном (Wolwington).
Клав креће на пристаниште и тамо долази до кафане где слуша разговор Ред таила (Red Tail) са његовим људима.
Клав се касније бори са Ред таиловим пријатељем Габријелом (Gabriel) и укрцава се на гусарски брод који иде на Ред Таилово острво.Међутим брод се срушио па Клав иде у борбу са пиратима где се среће са својим старим другом Маровом (Marrow).
После убиства Марова Клав лута кроз подземне пролазе и тунеле где ће се уз помоћ динамита борити против џиновске жабе Аквотиса (Aquatis).
Након тога Клав долази на Тигрова острва (Tiger Island) где се коначно бори са Ред таилом.
После тешке и неизвесне борбе Клав иде у храм (The Temple) пун лаве и вулкана а препреку му представљају опасни тигрови.
Након борбе са тигровима Клав се бори са чуваром храма Омаром (Omar).После борбе са Омаром који је и чувар последњег деветог дијаманта Клав саставља све дијаманте из свих борби и добија снагу девет живота.
Последња сцена у игри је Клав на свом броду на коме је примио и Омара.

## Нивои
Игрица Капетан Клав има 14 нивоа:
- 1.La roca(срп.Камен)
- 2.The Battlements(срп.Зидине)
- 3.The Footpath(срп.Пешачка стаза)
- 4.The dark woods(срп.Мрачна шума)
- 5.The Township(срп.Општина)
- 6.El puerto del lobo(срп.Лука вука)
- 7.The Docks(срп.Докови)
- 8.The Shipyards(срп.Бродоградилиште)
- 9.Pirates cove(срп.Пиратска заштита)
- 10.The Cliffs(срп.Клифови)
- 11.The Caverns(срп.Пећина)
- 12.The Undersea Caverns(срп.Подземна пећина)
- 13.Tiger Island(срп.Тигарово острво)
- 14.The Temple(срп.Храм)

## Распрострањеност игре
Ова игра иако је настала 1997. године још увек је актуелна и игра се у многим земљама Европе и света.
Многи јутјубери и данас снимају гемплеј ове игре.

## Нова издања
2015. године изашло је око 50 нових нивоа ове игре направљених у дизајну 14 старих нивоа.